# Piața Muncii (métro de Bucarest)
Place du Travail
Piața Muncii est une station de métro roumaine de la ligne M1 du métro de Bucarest. Elle est située Piața Hurmuzachi dans le quartier Dristor du Sector 3 de la ville de Bucarest.
Elle est mise en service en 1989.
Exploitée par Metrorex elle est desservie par les rames de la ligne M1, qui circulent quotidiennement entre 5 h 0 et 23 h 0 (heure de départ des terminus). Des arrêts d'autobus sont situés à proximité.

## Situation sur le réseau
Établie en souterrain la station Piața Muncii dispose d'une plateforme de passage avec un quai central encadré par les deux voies de la ligne M1 du métro de Bucarest. Elle est située entre les stations Dristor, plateforme terminus Dristor 2, et Piața Iancului, en direction de Pantelimon.

## Histoire
La station de passage « Piața Muncii » est mise en service le 17 août 1989, lors de l'ouverture à l'exploitation du tronçon, long de 7,8 kilomètres, entre Gara de Nord et Dristor de la ligne M1. 

## Service des voyageurs

### Accueil
La station dispose de deux bouches de métro sur la Piaţa Hurmuzachi . Des escaliers, ou des ascenseurs pour les personnes à mobilité réduite, permettent de rejoindre les salles des guichets et des automates pour l'achat des titres de transport (un ticket est utilisable pour un voyage sur l'ensemble du réseau métropolitain).

### Desserte
À la station Piața Muncii, la desserte quotidienne débute avec le passage des rames parties des stations terminus de la ligne M1 à 5 h 0 et se termine avec le passage des dernières rames ayant prie le départ à 23 h 0 des stations terminus.

### Intermodalité
À proximité il y a plusieurs arrêts d'autobus et trammway des lignes 1, 10, 40, 104 (boulevard Decebal) et N109 (Piata Hurmuzachi).